# Acerba animi
Acerba animi ist eine Enzyklika von  Papst Pius XI., mit der er sich am 29. September 1932 an die Bischöfe Mexikos wandte und die Verfolgung der Kirche in Mexiko anprangert sowie zum Verhalten der Seelsorger, gegenüber den kulturbeschränkten Staatsgesetzen, Anweisungen und Ratschläge erteilt. 

## Kompromisse zwischen Kirche und Staat
Zunächst verwies Pius XI. auf seine Enzyklika Iniquis afflictisque vom 18. November 1926, mit der er ebenfalls die Verfolgung der Kirche in Mexiko bemängelt habe und den mexikanischen Klerus zum Durchhalten ermunterte. Er geht in diesem neuen Schreiben auf die politische und religiöse Situation in Mexiko ein und konstatiert, dass sich das  Zerwürfnis zwischen Kirche und Staat verändert habe. Der Kompromiss bestehe darin, dass der Staat die Kirche als gesellschaftliche Größe anerkenne und sich die Kirche im Gegenzug aber jeglicher politischer Einflussnahme enthielt. Die Regierung fordere nicht mehr die strikte Einhaltung der Verfassung und dulde Konfessionsschulen und Universitäten unter kirchlicher Leitung.  Auch Orden könnten wieder in Mexiko tätig sein, kritisiert werde jedoch die quantitative staatliche Zulassung von katholischen Priestern, die zu gering sei, um den apostolischen und pastoralen Auftrag der Kirchen zu erfüllen.

## Empfehlungen
Als Gegenmaßnahme erinnerte Pius XI. an die Arbeit der Laienorganisationen, die ihre Bedenken öffentlich formuliert hätten und im Streit um die sozialistische Erziehung in den dreißiger Jahren die Standpunkte der Kirche artikuliert hätten. Doch im Allgemeinen würden sich beide Seiten an die Vereinbarungen halten. Politische Mandatsträger, die die Einhaltung der Verfassung in kirchlichen Fragen zu eindringlich verlangten, verlören zuweilen ihr Amt und staatskritische Priester würden auf der anderen Seite von ihren Oberen zur Ordnung gerufen. Jetzt rief er den Klerus auf, obwohl sie sich in einer schwierigen politischen Situation befänden, durch Aktivitäten und Aktionen auf ihrem christlichen Tun zu bestehen.